# Olof Thunberg

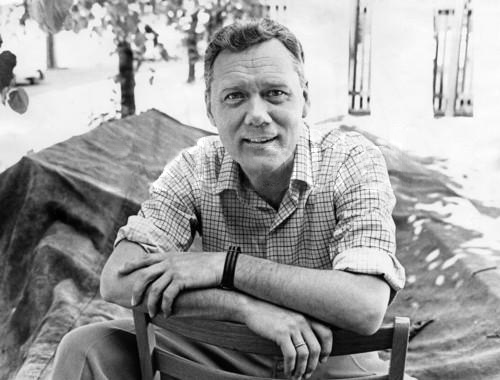
Olof Thunberg en 1968

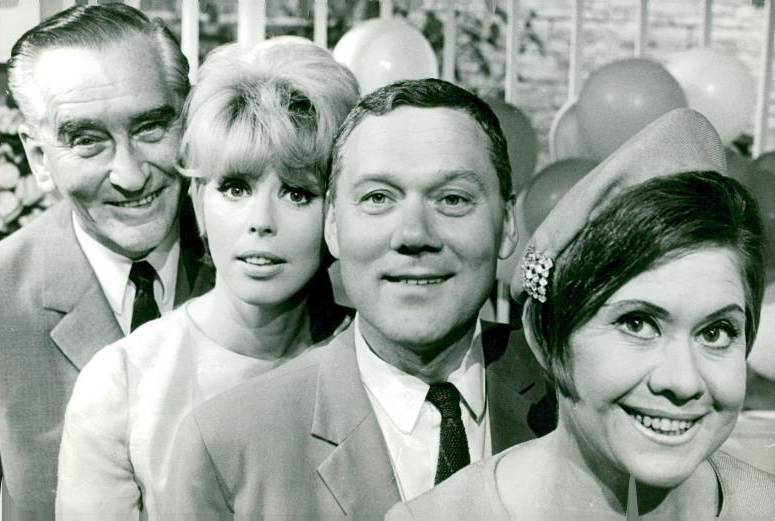
Lauritz Falk, Meg Westergren, Olof Thunberg y Inga Gill en Alltid på en onsdag (1967-1968)

Olof Thunberg, nacido Fritz-Olof Thunberg (Västerås, 21 de mayo de 1925-24 de febrero de 2020) fue un actor y director sueco.
Estudió a mediados de los años 1940 en la escuela teatral de Calle Flygare, y desde 1950 a 1953 en la escuela del Teatro Dramaten. Posteriormente ingresó en el Östgötateatern, donde también trabajó como director. Entre 1953 y 1956 participó en el show radiofónico Mannen i svart, en el cual presentaba historias de fantasmas y de terror.
Además de por sus actuaciones cinematográficas y televisivas, fue conocido por leer las historias de Bamse en diferentes medios. Fue la voz de Shere Khan en la película El libro de la selva, un papel que repitió 35 años después en El libro de la selva 2.

## Biografía

### Primeros años
Su nombre completo era Fritz-Olof Thunberg, y nació en Västerås, Suecia, siendo el menor de tres hermanos.
Compañero de clase del futuro actor Lars Ekborg, tras sus educación primaria cursó estudios comerciales un tiempo, ocupándose después en diferentes trabajos, como ayudante de laboratorio, empleado y decorador.

### Teatro
A los 15 años de edad, junto a su amigo Lars Ekborg, fundó la compañía de teatro aficionado Scenklubben, por la cual pasaron Stig Grybe, Lena Brogren y Rune Formare, entre otros. En el verano de 1944 el grupo hizo su primera representación, debutando así Olof Thunberg como actor a los 19 años de edad. Al año siguiente participó en un concurso de caza de talentos organizado por Filmjournalen y Europafilm, con una final celebrada en el Södra teatern que no consiguió ganar.
Tras un fallido primer examen de ingreso a la escuela del Teatro Dramaten, estudió dos años en la escuela teatral de Calle Flygare, a la vez que en verano cumplía su servicio militar. A finales de 1940 empezó a actuar en espacios folkpark, y en el verano de 1950 viajó en gira con el conjunto Casinorevyn. Después de trabajar en varias ocasiones como director en compañías de teatro aficionado de Västerås, finalmente en 1950 fue aceptado para cursar estudios en el Dramaten.
Hacia el final de la etapa cursada en el Dramaten (1950-1953), dirigió una aclamada puesta en escena del drama de Carl Jonas Love Almqvist Ramido Marinesco, en el cual actuaba  su amigo y estudiante Jan Malmsjö así como Emy Storm.

### Radio
En sus inicios también trabajó para la radio en su ciudad natal. Según él, a lo largo de su trayectoria participó en más de mil programas radiofónicos. En sus primeros programas participó en un show de entretenimiento, a veces actuando como imitador.
Entre 1953 y 1956 se hizo conocido por el programa Mannen i svart, en el cual presentaba historias de fantasmas y de horror, un show que presentaba unos efectos de sonido novedosos en la radio de la Suecia de la época.

### Cima de su carrera
Finalizada su formación en el Dramaten, rechazó un contrato con dicho teatro para poder alternar la actuación con la dirección, posibilidad que no aceptaba el director del Dramaten, Olof Molander. Por ello aceptó trabajar en el Östgötateatern, donde alternó la actuación con la dirección entre 1954 y 1956. Desde finales de los años 1950 fue un nombre habitual en los carteles del teatros privados de Estocolmo como el Intiman, el Scalateatern, el Vasateatern, el Teatro Oscar y el Folkan, aunque intercalaba también trabajos en teatros institucionales de la capital y otras ciudades. En la década de 1980 viajó igualmente en gira con el Riksteatern, destacando su actuación en solitario en Ur svenska hjärtans djup (1984).
Entre los papeles cinematográficos y televisivos más conocidos de Thunberg se encuentra el de organista en la cinta de Ingmar Bergman Los comulgantes (1963) y el de padre en la serie Villervalle i Söderhavet (1963).
En los años 1960 trabajó con mayor frecuencia en la televisión gracias al productor y director televisivo Åke Falck. A partir de 1967, Thunberg formó parte de manera permanente de la compañía de teatro televisivo, y antes de 1969 trabajaba para TV1 como director, actor y planificador de programación. Sin embargo, a partir de entonces ya trabajó como artista independiente.

### Actor de voz
Durante gran parte de su carrera, Olof Thunberg se involucró en el doblaje de películas de animación, tanto como director como actor de voz. Entre otros, dirigió el doblaje al sueco de La dama y el vagabundo, que se grabó en el verano de 1955 con su antiguo compañero estudiantil Jan Malmsjö en el papel principal. Durante uno de los días de grabación, Thunberg mantuvo contacto telefónico con Walt Disney, el cual dio su aprobación personal.
Fue la voz sueca de Shere Khan en El libro de la selva, que él consideraba su mejor trabajo en la cinematografía de Disney. Repitió el papel 35 años después en la película El libro de la selva  (2003).
Otras producciones en las cuales fue actor de voz fueron Ben and Me (1957), The Rescuers (1978), Snow White and the Seven Dwarfs (doblaje de 1982), The Black Cauldron (1985) y Monsters, Inc. (2001).
Thunberg dio también voz al personaje Agaton Sax en la película sueca de animación Agaton Sax och Byköpings gästabud (1976).
Igualmente trabajó en diez películas de Rune Andréasson sobre otro personaje sueco, Bamse, así como en varias historias del mismo grabadas en discos y casetes. Su última actuación como actor de voz fue en un comercial para el parque El Mundo de Bamse en el año 2015.

### Familia
Los padres de Thunberg eran Fritz Thunberg (1889-1988), empleado de un almacén, y Elsa Mattsson (1898-1991). Su hermano, Charlie Thunberg (1922-2013), escribía revistas en las cuales actuaban Olof Thunberg y su amigo Lars Ekborg.
En octubre de 1950, el mismo año en que ingresó en la escuela del Dramaten, se casó con Ingrid Johansson (1925-2006), la cual había sido compañera de escuela en Västerås. La pareja se divorció en 1954.
En 1959 se comprometió con la actriz Lena Granhagen, a la que había conocido el año anterior durante una representación dirigida por él en el Teatro Intiman, en la cual Lena actuaba. Vivieron juntos hasta los años 1960, y ambos interpretaron a un matrimonio en la serie televisiva Villervalle i Söderhavet (1963).
Se casó más tarde con la actriz Mona Andersson, a la que conoció durante una obra radiofónica. La pareja tuvo una hija, Amanda (nacida en 1965), y un hijo, Svante (nacido en 1969), los cuales trabajaron el teatro, el último principalmente como actor. La familia al completo actuó en el verano de 1983 en El sueño de una noche de verano durante una gira con el Riksteatern. Su hija trabajó con Olof Thunberg como apuntadora y como ayudante de dirección.
Fue suegro de la cantante de ópera Malena Ernman. Ambos hicieron una gira en navidades de 2010. La activista climática Greta Thunberg es nieta suya.
Olof Thunberg falleció a los noventa y cuatro años en Estocolmo, Suecia, el 24 de febrero de 2020.

## Filmografía

### Largometrajes
- 1947 : Två kvinnor
- 1953 : Barabbas
- 1953 : I dur och skur
- 1953 : Vingslag i natten
- 1953 : Resan till dej
- 1954 : Skrattbomben
- 1955 : Vildfåglar
- 1955 : Finnskogens folk
- 1955 : La dama y el vagabundo (voz)
- 1956 : Rebelión en la granja (voz)
- 1956 : Egen ingång (voz)
- 1956 : Sju vackra flickor
- 1957 : Vägen genom Skå
- 1957 : En drömmares vandring
- 1957 : Med glorian på sned
- 1957 : Vildmarkssommar (voz)
- 1957 : Prästen i Uddarbo
- 1958 : Fridolf sticker opp!
- 1958 : Perri (voz)
- 1959 : Lejon på stan
- 1959 : Fröken Chic
- 1959 : Fly mej en greve
- 1959 : Vynález zkázy (voz)
- 1959 : Lejon på stan
- 1960 : Sommar och syndare
- 1960 : Tärningen är kastad
- 1961 : När seklet var ungt (voz)
- 1961 : Pärlemor
- 1961 : 101 dálmatas (voz)
- 1963 : Det är hos mig han har varit
- 1963 : Los comulgantes
- 1963 : Adam och Eva
- 1963 : Prins Hatt under jorden
- 1964 : Äktenskapsbrottaren
- 1966 : Oj oj oj eller Sången om den eldröda hummern (voz)
- 1968 : Villervalle i Söderhavet
- 1968 : El libro de la selva (voz)
- 1975 : La Flûte à six schtroumpfs (voz)
- 1975 : Flåklypa Grand Prix (voz)
- 1976 : Agaton Sax och Byköpings gästabud (voz)
- 1977 : The Rescuers (voz)
- 1980 : Sverige åt svenskarna
- 1981 : Sopor (voz)
- 1981 : The Fox and the Hound (voz)
- 1982 : Snow White and the Seven Dwarfs (voz, nuevo doblaje)
- 1985 : The Black Cauldron (voz)
- 1986 : Amorosa
- 1989 : La dama y el vagabundo (voz, nuevo doblaje)
- 1988 : The Land Before Time (voz)
- 1990 : The Neverending Story II: The Next Chapter (voz)
- 1993 : FernGully: Las Aventuras de Zak y Crysta (voz)
- 1996 : Monopol
- 1996 : Lilla Jönssonligan och cornflakeskuppen
- 1997 : Lilla Jönssonligan på styva linan
- 2001 : Monsters, Inc. (voz)
- 2001 : La dama y el vagabundo II (voz)
- 2003 : El libro de la selva 2 (voz)

### Cortometrajes
- 1948 : De kämpade sig till frihet
- 1948 : Detta är LO (voz)
- 1954 : 15 sängar (voz)
- 1956 : Försvar för slingervägar (voz)
- 1957 : Benjamin och jag (voz)
- 1958 : Med Valle till fjälls (voz)
- 1958 : En skogssaga om sävdykarens liv (voz)
- 1959 : Lever lortsverige? (voz)
- 1959 : Brevet
- 1961 : Värden i din vård: socialreportage (voz)
- 1961 : Bakomfilm Nattvardsgästerna
- 1963 : ... som i en väv (voz)
- 1965 : Pengar finns dom?
- 1965 : Sängen: en respektlös historik (voz)
- 1976 : Oscarsteatern 70 år
- 1976 : Ögat och tummen (voz)
- 1983 : Sport-Billy och fotbollsmysteriet
- 1989 : Motor Mania (voz)
- 2002 : På luffen i Boo
- 2010 : Abuni reklamfilm (voz)
- 2010 : ASEA i Västerås (voz)
- 2015 : Nya Bamses Värld (voz)

### Televisión

#### Actor
- 1958 : Greta och Albert
- 1958 : Titta i november
- 1961 : Drottningar av Frankrike
- 1961 : Lördag med Lill-Babs
- 1963 : Villervalle i Söderhavet
- 1965 : En historia till fredag
- 1965 : Herr Dardanell och hans upptåg på landet
- 1965 : Niklasons
- 1966 : Mästerdetektiven Blomkvist på nya äventyr
- 1967 : Proviekationer
- 1968 : Hönssoppa med korngryn
- 1968 : Lärda fruntimmer
- 1968 : Pygmalion
- 1968 : Så går det till här i världen
- 1968 : Private Entrance
- 1968 : Markurells i Wadköping
- 1969 : Biprodukten
- 1969 : Håll polisen utanför
- 1969 : Vårdaren
- 1969 : Lyckans dar
- 1970 : Nu kommer 70-talet: Röda rummet 1979
- 1970 : Röda rummet
- 1970 : I regnbågslandet
- 1970 : Ett dockhem
- 1971 : Fredag med familjen Kruse
- 1972 : Om dessa buskar kunde tala …
- 1972 : Agaton Sax och bröderna Max (voz)
- 1972-1974 : Bröderna Malm
- 1972-1991 : Bamse - världens starkaste björn (voz)
- 1973 : Ett köpmanshus i skärgården
- 1973 : Makt på spel
- 1975 : Familjen White (voz)
- 1975 : Min hustru eller En natt i Falkenberg
- 1976 : Scapins rackartyg
- 1976 : På flykt undan mina landsmän
- 1976 : Agaton Sax (voz)
- 1976 : Berättelser från landet (voz)
- 1977 : Friaren som inte ville gifta sig
- 1977 : Semlons gröna dalar
- 1977 : Bröderna
- 1981 : Fortunios visa
- 1981 : Svenska Sesam
- 1981 : Genombrottet
- 1981 : Syrsan vid Times Square (voz)
- 1982 : Nattvägen
- 1982 : Dubbelsvindlarna
- 1983 : Här har ni hans liv!
- 1985 : Liten tuva…
- 1990 : Kära farmor
- 1990 : Släng din peruk!
- 1991 : Storstad
- 1991 : Sunes jul
- 1992 : Blandaren – 127 år (voz)
- 1993 : Allis med is
- 1994–1995 : Tre Kronor'
- 1995 : Sjukan
- 1995 : Jeppe på berget
- 2000 : Soldater i månsken
- 2001 : Återkomsten
- 2003 : Solbacken: Avd. E
- 2003 : Spung (voz)
- 2012 : Drömyrket (voz)

#### Director
- 1969 : Galgmannen
- 1970 : Vem var jag?
- 1971 : Söndagspromenaden
- 1972 : Om dessa buskar kunde tala …

### Radioteatro

#### Actor
- 1950 : En söndag på Amager, de Johanne Luise Heiberg, dirección de Calle Flygare
- 1951 : Mästerdetektiven Kalle Blomkvist, de Astrid Lindgren

#### Director
- 1955 : Korgstolen, de David Ahlqvist
- 1955 : Lokomotivet, de Mario Mattolini
- 1955 : En löskekarl, de Vilhelm Moberg
- 1955 : Den djupfrysta piraten, de Eilif Bremdal y Nils Reinhardt-Christensen
- 1956 : Den försvunna staden, de Charles Parr
- 1956 : Bonden och gycklaren, de Sigvard Mårtensson
- 1956 : Kontor nr 4, de Geo H. Blanc
- 1956 : Den glömda väntsalen, de Milo Dor
- 1956 : Ulla Winblad gifter sig, de Karl Ragnar Gierow
- 1956 : Herr Sleeman kommer, de Hjalmar Bergman
- 1956 : Avsked, de Hjalmar Bergman
- 1956 : Moder och barn, de Stefan Andres a partir de Hans Christian Andersen
- 1956 : Sjukbesök, de Gösta Sjöberg
- 1956 : En otrolig historia, de Claude Aveline
- 1957 : Axel och Elsa, de Staffan Tjerneld
- 1957 : Ingens samvete tvinga låta, de Tore Zetterholm
- 1957 : Baldevins bröllop, de Vilhelm Krag
- 1957 : Blå knapp borta, de Tarjei Vesaas
- 1957 : Anna Christie, de Eugene O’Neill
- 1957 : Sanningen om Bébé Donge, de Georges Simenon
- 1957 : Lodolezzi sjunger, de Hjalmar Bergman
- 1957 : Mickelsnatten, de Gösta Sjöberg
- 1957 : I tjocka på Atlanten, de Eugene O’Neill
- 1957 : Kejsar Jones
- 1957 : Frans på Stenbacken, de Gunnar Falkås
- 1958 : Skärvor från AB Drömfabriken, de Lars Widding
- 1959 : Invandrarna, de Vilhelm Moberg y Sigvard Mårtensson
- 1960 : Frid och Fröjd, de Rune Moberg
- 1960 : Skuggan av en blekgul häst, de Bruce Stewart
- 1961 : Modehandlerskan

## Teatro

### Actor
- 1944 : Tenngjutaregården, de Ernst Berg, Vallby friluftsmuseum de Västerås
- 1945 : Till främmande hamn, de Sutton Vane, Västerås
- 1945 : Sture Jonsson Tre Dosor, de Bo Setterlind, dirección de Olof Thunberg, Folkets park de Västerås
- 1948 : Att följa en stjärna, de Olov Hartman, dirección de Olof Thunberg, Kungsholmens kommunala flickskola de Estocolmo
- 1948 : Hamlet, de William Shakespeare, dirección de Olof Thunberg, Konstakademien de Estocolmo
- 1949 : Fågelhandlaren, de Carl Zeller, dirección de Olof Thunberg; Västerås teater, Teatro Oscar
- 1950 : Sista skriket, de Gösta Bernhard y Stig Bergendorff, Folkparksturné
- 1951 : Kapten Grant och hans barn, de Jules Verne, dirección de Carl-Henrik Fant, Dramaten
- 1951 : La cabaña del tío Tom, de Harriet Beecher Stowe, dirección de Carl-Henrik Fant, Dramaten
- 1951 : Amorina, de Carl Jonas Love Almqvist, dirección de Alf Sjöberg, Dramaten
- 1951 : Maskerad, de Ludvig Holberg, dirección de Gunnar Skoglund, Billingsfors friluftsteater
- 1951 : Typernas kabaret, Restaurang Tyrol de Estocolmo
- 1951 : Robin Hood, de Owen Davis, dirección de Arne Ragneborn, Dramaten
- 1951 : Diamanten, de Friedrich Hebbel, dirección de Rune Carlsten, Dramaten
- 1951 : Mäster Olof, de August Strindberg, dirección de Alf Sjöberg, Dramaten
- 1951 : Kungens paket, de Staffan Tjerneld y Alf Henrikson, dirección de Arne Ragneborn, Dramaten
- 1952 : Rey Edipo, de Sófocles, dirección de Olof Molander, Dramaten
- 1952 : Simon trollkarlen, de Tore Zetterholm, dirección de Arne Ragneborn, Dramaten
- 1952 : Antonio y Cleopatra, de William Shakespeare, dirección de Olof Molander, Dramaten
- 1952 : Revisorn, de Nikolái Gógol, dirección de Rune Carlsten, Dramaten
- 1952 : Pigmalión, de George Bernard Shaw, dirección de Alf Sjöberg, Dramaten
- 1953 : Barabbas, de Pär Lagerkvist, dirección de Olof Molander, Dramaten
- 1953 : De båda döva, de Jules Moineaux, dirección de Rune Carlsten, Dramaten
- 1953 : Romeo y Julieta, de William Shakespeare, dirección de Alf Sjöberg, Dramaten
- 1953 : El murciélago, dirección de Göran Gentele, Ópera Real de Estocolmo
- 1953 : Herdespel, de Olof von Dalin, dirección de Rune Carlsten, Teatro de Drottningholm
- 1953 : Positivhataren, de August Blanche, dirección de Gösta Terserus, Parkteatern de Estocolmo
- 1953 : La ópera de los tres centavos, de Bertolt Brecht y Kurt Weill, dirección de

### Director
- 1945 : Sture Jonsson Tre Dosor, de Bo Setterlind, Folkets park de Västerås
- 1948 : Hamlet, de William Shakespeare, Konstakademien
- 1948 : Saknadens hus, de Bo Sundberg, Stockholms studentteater
- 1949 : Fågelhandlaren, Västerås teater y Teatro Oscar
- 1949 : La tía de Carlos, de Brandon Thomas, Hwasserska skolan de Västerås
- 1949 : En skugga, de Hjalmar Bergman, Teaterföreningen de Mariehamn
- 1950 : Bara kuta runt, de Gösta Norén y Olof Thunberg, Västerås teater
- 1950 : Törnrosa, de Gösta Norén y Olof Thunberg; Västerås teater y Teatro Oscar
- 1950 : Miljonärer för en dag, de Fredrik Nyman, Hwasserska skolan de Västerås
- 1951 : Flickan hon går i ringen, de Lena Ekholm, Lyceum de Estocolmo
- 1952 : Ramido Marinesco, de Carl Jonas Love Almqvist, Dramaten
- 1953 : Kyrkan i Kungsträdgården, de Sten Kahnlund, S:t Jacob Stockholm
- 1953 : Den ljuva timmen, de Anna Bonacci, Norrköping-Linköping stadsteater
- 1953 : Trasiga änglar, de Albert Husson, Norrköping-Linköping stadsteater
- 1954 : Ramido Marinesco, de Carl Jonas Love Almqvist, Dramaten
- 1954 : Sagan, de Hjalmar Bergman, Norrköping-Linköping stadsteater
- 1954 : The Teahouse of the August Moon, de John Patrick, Norrköping-Linköping stadsteater
- 1955 : Lilla Helgonet, de Henri Meilhac, Albert Millaud y Florimond Hervé, Norrköping-Linköping stadsteater
- 1955 : En stackars lycklig man, de Georges Neveux, Uppsala stadsteater
- 1955 : Äktenskapsmäklerskan, de Thornton Wilder, Norrköping-Linköping stadsteater
- 1956 : Åh, en så'n pappa!, de Liam O’Brien, Norrköping-Linköping stadsteater
- 1956 : Det kalla ljuset, de Carl Zuckmayer, Intiman
- 1957 : Lisístrata, de Aristófanes, Norrköping-Linköping stadsteater
- 1958 : Arsénico y encaje antiguo, de Joseph Kesselring, Intiman
- 1958 : Levande ljus, de Siegfried Geyer, Intiman
- 1959 : Orfeus Nilsson, de Stig Bergendorff y Gösta Bernhard, Blancheteatern
- 1963 : Dans på bryggan, de Gardar Sahlberg y Arne Eriksson, Hamburger Börs
- 1963 : Åh, sån familj …, de Gardar Sahlberg y Ove Magnusson, Hamburger Börs
- 1967 : Marknadsafton, de Vilhelm Moberg, Parkteatern
- 1971 : Scensommar, de Björn Barlach, Vallby friluftsteater de Västerås
- 1978 : Bäddat för tre, de Claude Magnier, Riksteatern
- 1980 : Änkeman Jarl, de Vilhelm Moberg, Gröna Lund-teatern
- 1986 : Spel för en drottning, de Gunilla Roempke, Confidencen de Solna
- 1988 : Siri Brahe, de Gustavo III de Suecia, Confidencen de Solna
- 1989 : Hur andra älskar, de Alan Ayckbourn, Intiman
- 1992 : Vägen till Karlberg, de Einar Lyth, Karlbergs slott
- 1996 : Himladjuren, de Eva Moberg, Jönköpings teater
- 2000 : Leka med elden, de August Strindberg, Kullehusteatern

### Guiones
- 1950 : Bara kuta runt, de Gösta Norén y Olof Thunberg, dirección de Olof Thunberg, Västerås teater
- 1950 : Törnrosa, de Gösta Norén y Olof Thunberg, dirección de Olof Thunberg; Västerås teater y Teatro Oscar
- 1984 : Ur svenska hjärtans djup, dirección de Hans Bergström, Riksteatern
- 1988 : Siri Brahe, de Gustavo III de Suecia, dirección de Olof Thunberg, Confidencen de Solna
- 1989 : Soldaten Svejk, de Olof Thunberg y Hans Bergström a partir de Jaroslav Hasek, dirección de Hans Bergström, Östgötateatern
- 1998 : Bamses födelsedagskalas, de Olof Thunberg a partir de Rune Andréasson, dirección de Pernilla Skifs, gira
- 2000 : Leka med elden, de August Strindberg, dirección de Olof Thunberg, Kullehusteatern

### Voz pregrabada
- 1958 : Himlaspelet, de Rune Lindström, dirección de Michael Meschke, Marionetteatern
- 1963 : Trollkarlen från Oz, dirección de Luisa y Michael Meschke, Marionetteatern
- 1966 : Full i skratt i spindelhatt, de Ria Paqualin, Parklekens marionetteater
- 1969 : Nalle Puh, dirección de Michael Meschke, Marionetteatern
- 1970 : Mera Nalle Puh, de Michael Meschke y Ing-Marie Tirén, dirección de Michael Meschke, Marionetteatern
- 1985–? : Bamse – världens starkaste björn, de Håkan Jonson y Birgitta Sundberg a partir de Rune Andréasson, dirección de Birgitta Sundberg y Jan Tiselius, Fria Teatern de Högdalen
- 1998–2012 : Bamse och mini-draken, de Rune Andréasson, Bamseteatern
- 1998 : Bamses födelsedagskalas, de Olof Thunberg a partir de Rune Andréasson, dirección de Pernilla Skifs, gira
- 2018 : Himlaspelet, de Rune Lindström, dirección de Michael Meschke

## Libros
- Olof Thunberg (1984).  Sveriges radio, ed. Ur svenska hjärtans djup.. (en sueco). Estocolmo.

## Premios
- 1951 : Beca del fondo Helge Ax:son Johnsons[31]
- 1954 : Premio cultural de Västerås[32]
- 1994 : Premio Guldmasken por Cabaret[33]